# 河原田穣
河原田 穣（かわらだ じょう、1917年1月3日 - 1985年10月27日）は、日本の政治家。福島市長（2期）。

## 来歴
秋田県角館町（現仙北市）出身。1937年に福島高等商業学校を卒業し、横浜正金銀行に入る。1947年、福島県農地部開墾調査課勤務となり、翌年、福島県信用保証協会に入る。1956年福島市役所に入り、商工課長に就任する。その後、企画商工、厚生、総務の各部長を経て、助役に就任する。1979年から福島市長を2期務める。市長在職中の1985年10月27日死去。